# La Unión (provincie)

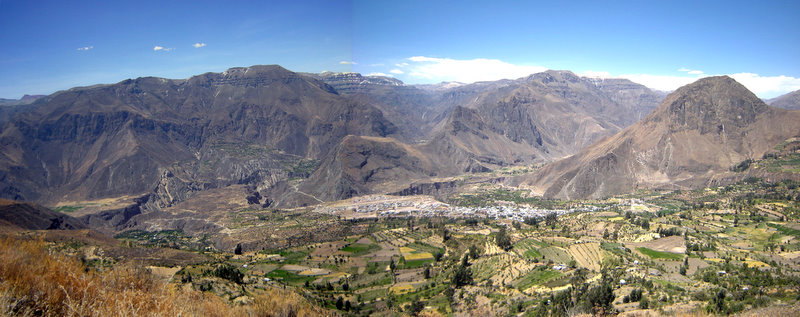
Panoramă

La Unión este una dintre cele opt provincii din regiunea Arequipa din Peru. Capitala este orașul Cotahuasi. Se învecinează cu provinciile Caravelí, Ayacucho și Condesuyos.

## Diviziune teritorială

Localizarea provinciei în cadrul regiunii Arequipa, cu tot cu diviziunile teritoriale.

Provincia este divizată în unsprezece districte (spaniolă: distritos, singular: distrito):
- Alca
- Charcana
- Cotahuasi
- Huaynacotas
- Pampamarca
- Puyca
- Quechualla
- Sayla
- Tauria
- Tomepampa
- Toro

## Grupuri etnice
Provincia este locuită de către urmași ai populației quechua. Limba quechua este limba care a fost învățată de către majoritatea populației (procent de 59,18%) în copilărie, iar 40,06% dintre locuitori au vorbit pentru prima dată limba spaniolă. (Recensământul peruan din 2007)